# 竹筒饭

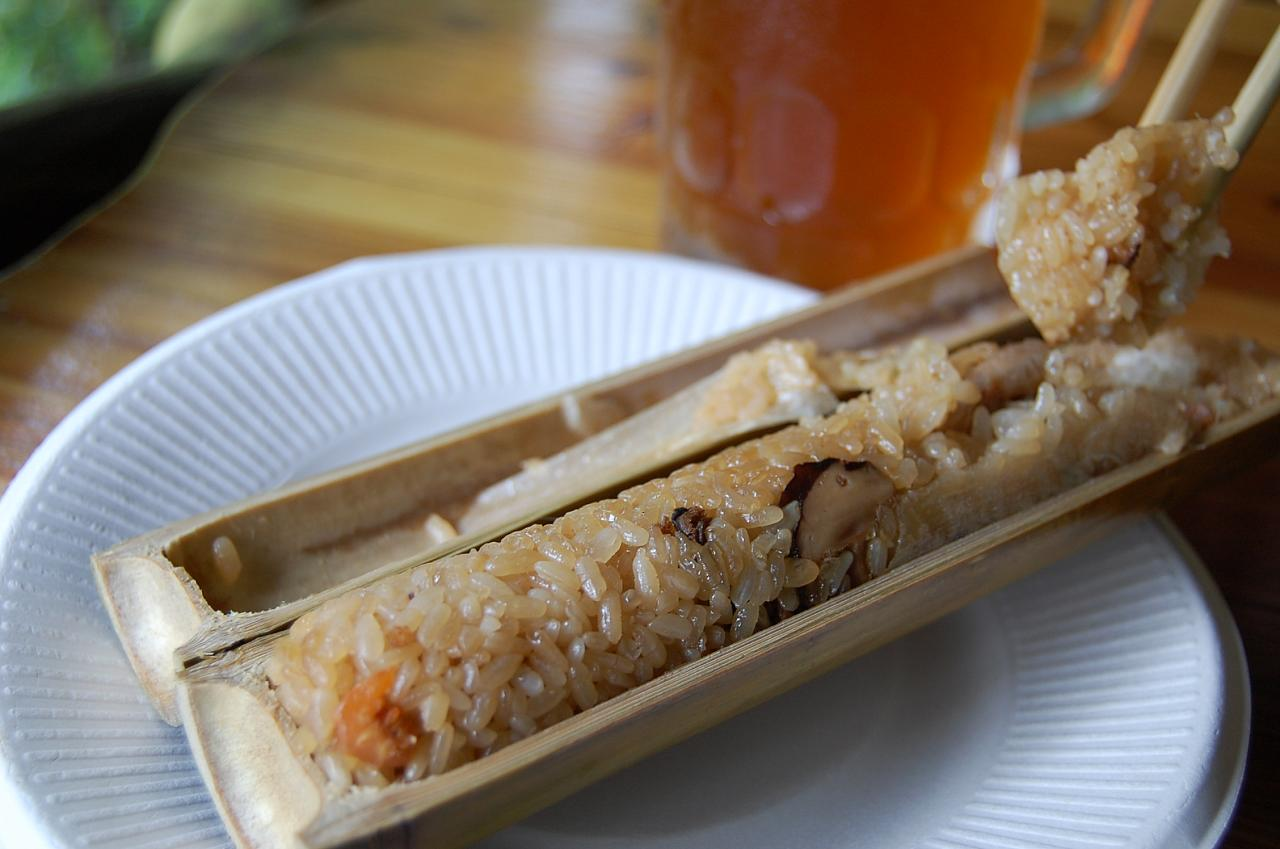
竹筒飯

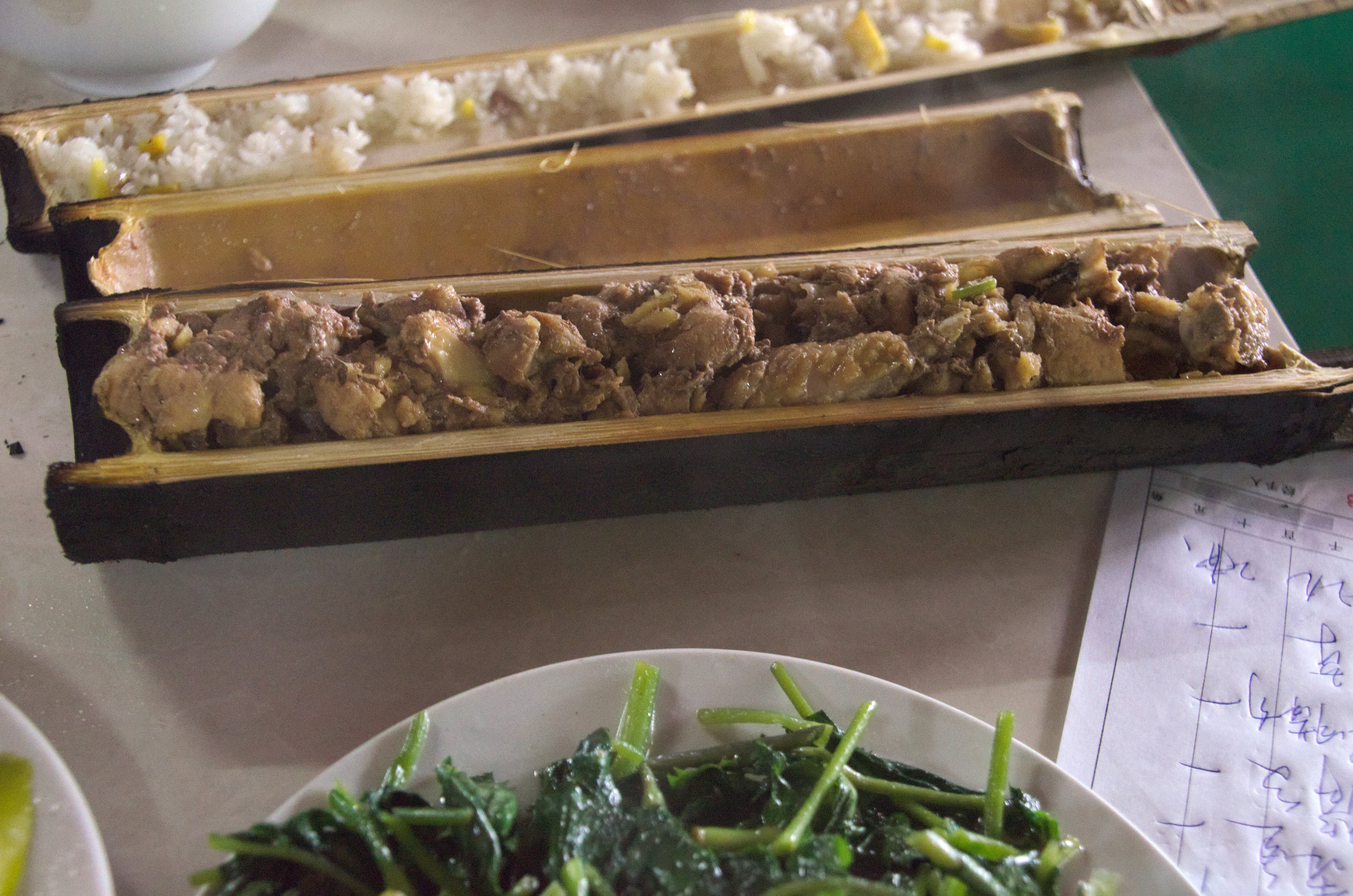
广西桂林市龙胜各族自治县平安的猪肉竹筒饭。

竹筒饭是一種米饭的烹調方法，把米飯放在竹筒裡烹調。常見於中國東南、台灣、東南亞等地區。

## 做法
由於民俗文化背景不同、口味差異、以及當地盛產食材等諸多因素，在不同地區製作竹筒飯所包的餡料種類變化很多，例如以口味區分，涵蓋甜味及鹹味兩種做法。

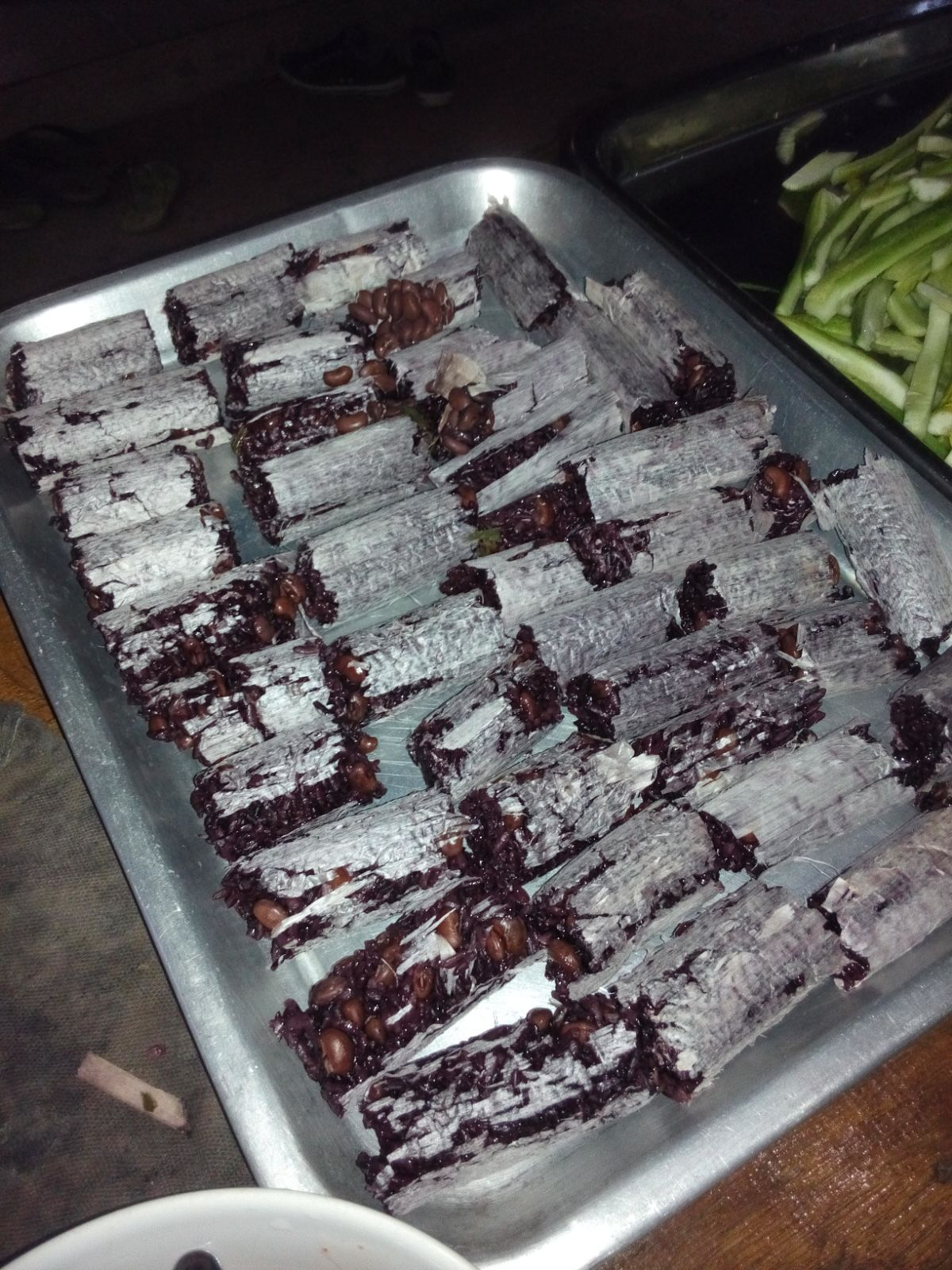
泰国竹筒饭

马来西亚和印尼等東南亞地區的則用糯米及椰浆。米放入竹筒後，加适量水再用叶子将竹筒口盖紧，炭火中绿竹烤焦即可。不同地区在竹筒饭里加不同馅料，例如花生和火腿。

## 各地特色

### 黎家竹筒飯
黎家竹筒饭是海南黎族的传统小吃。

### 馬來式竹筒飯
马来西亚和印尼等東南亞地區的則用糯米及椰浆。米放入竹筒後，加适量水再用叶子将竹筒口盖紧，炭火中绿竹烤焦即可。不同地区在竹筒饭里加不同馅料，例如花生和火腿。